# Томандзото, Борель
Боре́ль Томандзото́ Белиада́ (фр. Borel Tomandzoto Beliada; 14 августа 2002, Браззавиль) — конголезский футболист, полузащитник житомиркого «Полесья».

## Клубная карьера
Родился в 14 августа 2002 года в городе Браззавиль, столице Республики Конго. Взрослую футбольную карьеру начал в соседнем государстве, 1 августа 2019 года подписал контракт с местным «Мотема Пембе» из высшего дивизиона чемпионата ДР Конго. В футболке клуба дебютировал в континентальных клубных турнирах, 14 февраля 2021 года в ничейном (2:2) поединке раунда плей-офф Кубка конфедерации КАФ против «Аль-Ахли» (Бенгази). Борель вышел на поле в стартовом составе и отыграл весь матч. Первым голом в вышеуказанном турнире отличился 21 февраля на 44-й минуте, в победном (1:0) ответном матче плей-офф против «Аль-Ахли» (Бенгази). Томандзото вышел на поле в стартовом составе и отыграл весь матч. Всего в Кубке конфедерации за «Мотема Пембе» провёл 6 матчей, отличился 1-м голом.
В начале августа 2022 года свободным агентом вернулся на родину, где усилил местный «АС Отоо». По итогам сезона 2022/23 помог команде выиграть Лигу 1 Республики Конго. В начале сентября 2023 года снова выехал в ДР Конго, где стал игроком «Сент-Элуа Лупопо». В составе нового клуба также выступал в Кубке конфедерации КАФ, где провёл 2 поединка.
В конце февраля 2024 года решил попробовать свои силы в Европе. Подписал 4-летний контракт с «Полесьем», которое сразу после этого отправило игрока в аренду в свой фарм-клуб, «Звягеля».

## Карьера в сборной
В футболке национальной сборной Республики Конго дебютировал 16 января 2023 года в проигранном поединке группы Е Чемпионата африканских наций против Камеруна. Борель вышел на поле на 46-й минуте вместо Принса Обонго. Всего на этом турнире провёл 2 поединка. В июне 2023 года стал одним из игроков сборной Республики Конго (U-23), уехавших на Кубок африканских наций соответствующей возрастной категории. На турнире был капитаном команды и сыграл во всех трёх матчах группового этапа.